# Martín Castrogiovanni
Martín Leandro Castrogiovanni (Paraná, Argentina, 21 de octubre de 1981) es un exjugador argentino de rugby que se desempeñaba como pilar. En 2002 fue convocado y se nacionalizó italiano para jugar en la Selección de rugby de Italia.

## Selección nacional
Debutó en el equipo nacional de Italia, el 8 de junio de 2002 en Hamilton, con una derrota 64-10 contra Nueva Zelanda.
En el Torneo de las Seis Naciones 2013, Castrogiovanni jugó como titular los cuatro primeros partidos. En el primero, contra Francia, marcó el segundo try en el minuto 57 y fue sustituido por Lorenzo Cittadini en el minuto 63. En el segundo y el tercer partido, volvió a ser sustituido por Cittadini, en los minutos 64 y 71, respectivamente. En este tercer partido, contra Gales, salió como capitán y fue excluido en el minuto 59 por falta en una melé formada, lo que dejó a su equipo en inferioridad, que fue aprovechada por Gales.  También salió como capitán en la cuarta jornada, frente a Inglaterra y Cittadini lo sustituyó en el minuto 29. Jugó la Copa del Mundo de Rugby de 2015 y el Seis Naciones de 2016, que marcó el final de su carrera como internacional por Italia.

## Participaciones enCopas del mundo
| Mundial                       | Sede          | Resultado    | PJ | Tries |
| ----------------------------- | ------------- | ------------ | -- | ----- |
| Copa Mundial de Rugby de 2003 | Australia     | Primera fase | 4  | 0     |
| Copa Mundial de Rugby de 2007 | Francia       | Primera fase | 4  | 0     |
| Copa Mundial de Rugby de 2011 | Nueva Zelanda | Primera fase | 4  | 1     |
| Copa Mundial de Rugby de 2015 | Inglaterra    | Primera fase | 4  | 0     |

## Palmarés y distinciones personales
- Campeón de la Copa de Campeones Europea de Rugby 2014-2015.
- Campeón de la Copa Heineken 2013-2014.
- Campeón del Top 14 de 2013–14.
- Campeón de la Aviva Premiership de 2006–07, 2008–09, 2009–10 y 2012–13.
- Campeón de la Eccellenza de 2004-05.
- Campeón de la Anglo-Welsh Cup de 2006–07 y 2011–12.
- Elegido mejor jugador del campeonato de Inglaterra 2007.
- Elegido homme du match en la histórica victoria del equipo de Italia contra el equipo de Escocia 20-14 en el Estadio Flaminio de Roma durante el tercer día del Torneo de las Seis Naciones 2004.
- Seleccionado para jugar con los Barbarians.